# Fort Lewis Skyhawks
Los Fort Lewis Skyhawks (Halcones del Cielo de la Universidad de Fort Lewis) es el equipo deportivo que representa a Fort Lewis College ubicado en Durango, Colorado y es miembro de la NCAA Division II, el segundo nivel de la NCAA. Participan en 11 deportes dentro de la Rocky Mountain Athletic Conference y anteriormente eran conocidos como Beavers, Aggies y Raiders.

## Deportes
| Masculino - Baloncesto - Cross Country - Fútbol Americano - Golf - Fútbol - Atletismo de Fondo | Femenino - Golf - Baloncesto - Cross Country - Lacrosse - Fútbol - Softbol - Atletismo - Voleibol - Atletismo de Fondo - Porrismo |

## Logros

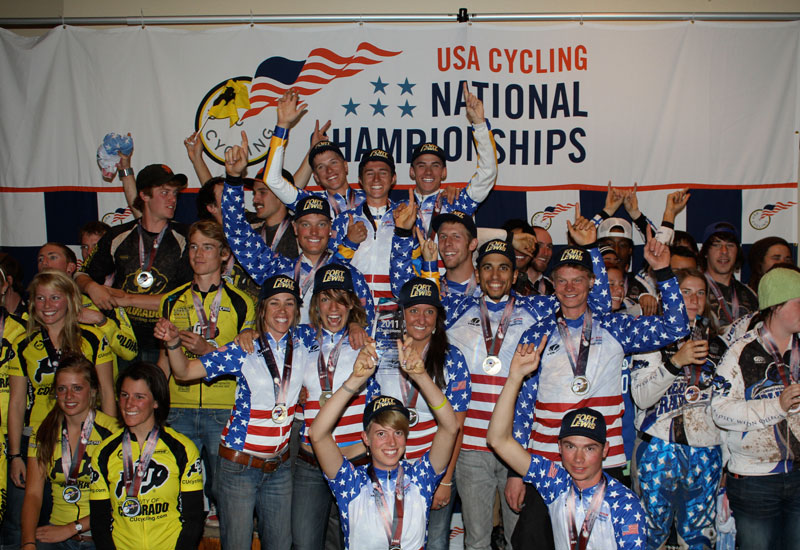
El FLC Cycling ganó la USA Cycling's omnium national championship de 2011 en ciclismo de montaña en Angel Fire, Nuevo Mexico.

### Baloncesto
- NCAA Division II (1): 2010.[2]

### Golf
- NCAA Division II (1): 2010-2011 season.[3]

### Fútbol

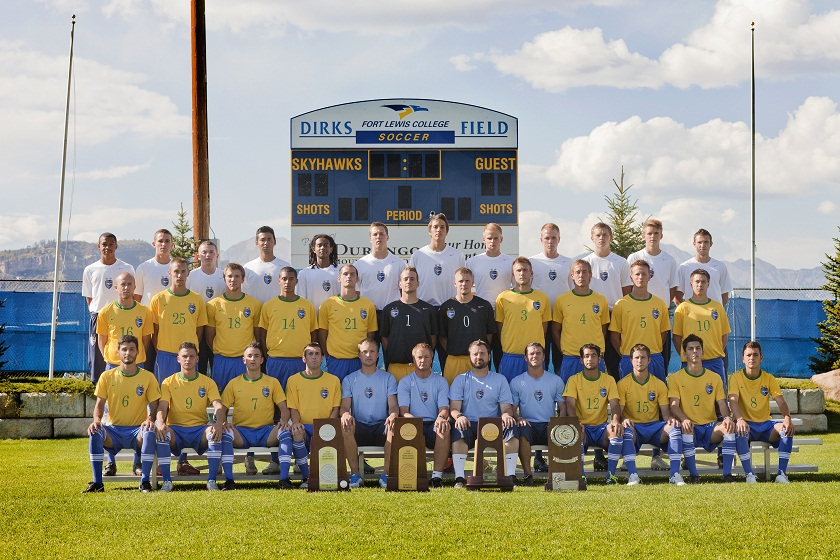
El equipo que ganó el título de la NCAA Division II en 2011.

- NCAA Division II (3): 2005, 2009, 2011.[4]

#### Finales
| Temporada | Rival           | Resultado |
| --------- | --------------- | --------- |
| 2005      | Franklin Pierce | 3–1       |
| 2009      | Lees–McRae      | 1–0       |
| 2011      | Lynn            | 3–2       |

### Ciclismo
El equipo de ciclismo compite en el USA Collegiate Cycling Division I como miembro de la Rocky Mountain Collegiate Cycling Conference, y terminó en primer lugar a nivel nacional en las temporadas 2009-2010, 2010-2011 y 2011-2012. El equipo compite en ruta, montaña, cyclocross, carretera y BMX, y han ganado 23 campeonatos nacionales coo equipo desde su creación en 1995.